# Chronicon Anianense
Das Chronicon Anianense (die Chronik von Aniane) ist eine mittelalterliche Handschrift in lateinischer Sprache, in der nach Jahren geordnet Ereignisse aus dem Fränkischen Reich niedergeschrieben sind. Die Berichtszeit erstreckt sich von 670 bis 840. Den Namen trägt die Chronik nach der ehemaligen Abtei Aniane in Aniane in Südfrankreich, dem wahrscheinlichen Entstehungsort.
Die einzige überlieferte Handschrift des Chronicon Anianense stammt aus dem 12. Jahrhundert und befindet sich heute in der französischen Nationalbibliothek in Paris (Cod. Paris. lat. 5941). Wegen der weitgehenden Übereinstimmung mit dem Chronicon Moissiacense trennten frühere Editionen die beiden Werke nicht voneinander, sondern sahen sie als Varianten eines Werkes an und edierten sie gemischt, das heißt ergänzten fehlende Passagen des einen aus dem anderen, so dass die Bezeichnung Chronicon Moissiacense der älteren Literatur eigentlich zwei nahe verwandte Texte bezeichnet, die heute als Chronicon Moissiacense und als Chronicon Anianense unterschieden werden. Ein vollständiger und kommentierter Abdruck beider Texte findet sich im Anhang der Subsidia Anianensia von Walter Kettemann.
Als Vorlage des Chronicon Anianense diente eine verlorene Handschrift des 9. Jahrhunderts, die von Kettemann als Annales Benedicti Anianenses (Annalen des Benedikt von Aniane) bezeichnet wird. Dieses Annalenwerk diente auch als Vorlage für das verwandte Chronicon Moissiacense. Beide, die Chronik aus Aniane und die Chronik aus Moissac, weisen deshalb inhaltlich große Übereinstimmungen auf. Die Annales Benedicti Anianensis wurden vermutlich noch im 9. Jahrhundert im Unterschied zur Chronik von Moissac durch Hereinnahme von Nachrichten aus Einhards Vita Karoli Magni zu einer ebenfalls verlorenen Historia Karoli gloriosi (Geschichte Karls des Großen) erweitert, die nun in Aniane die Vorlage für das Chronicon Anianense bildete. Das Eigengut des Chronicon Anianense besteht vornehmlich in einigen historisch verfälschten Passagen (so wird ein Sachsenzug Karls des Großen durch Fälschung der Orts- und Flussnamen in einen Zug gegen die Sarazenen gefälscht) und Passagen, die einen besonderen Bezug Karls des Großen zur Abtei Aniane beweisen sollen, jedoch auch in Nachrichten, die speziell Südfrankreich betreffen.